# 长葛市第一初级中学
长葛市第一初级中学简称长葛市一中，是位于河南长葛市八七路84号的一所初级中学，1964年成立。

## 简介
校园占地面积2.4万平米，建筑面积1.25万平米。有36个教学班、2086名学生和209名教职工。
校长：倪新年。学校东侧是长葛一高。

## 荣誉
- 河南省卫生先进单位
- 校园网建设示范性学校
- 实验室建设先进单位
- 许昌市文明单位
- 办学管理规范化学校